# 王志忠 (1965年)
王志忠（1965年10月—），男，汉族，河北沧县人。1986年7月参加工作，1989年6月加入中国共产党。徐州空军学院作战指挥学专业毕业，在职研究生学历，军事学硕士，副总警监警衔。曾任广东省人民政府副省长、广东省公安厅厅长，公安部特勤局党委书记、局长。现任公安部党委委员、副部长兼国家移民管理局局长。

## 简历
1986年毕业于中国人民警官大学警卫安全系警卫专业，后进入公安部警卫局警卫队工作，历任警卫局办公室参谋、警卫队副参谋长、办公室副主任（2002年9月—2005年3月在徐州空军学院作战指挥学专业在职研究生学习，获军事学硕士学位）、办公室主任、副局级调研员、副局长；2019年任公安部特勤局副局长、党委副书记（正局级）。
2021年4月，南下任广东省人民政府副省长、党组成员，省公安厅党委书记、厅长、督察长，省委政法委第一副书记。
2023年6月，王志忠返京任公安部党委委员、副部长。同年7月兼任公安部特勤局党委书记、局长，兼至2025年7月。
2025年4月，兼任国家移民管理局局长。